# Předsunutá operační základna Arnhem
Předsunutá operační základna Arnhem nebo jednodušeji POZ Arnhem je bývalá předsunutá operační základna Mezinárodních bezpečnostních podpůrných sil (ISAF), která se nacházela v okrese Nahri Sarádž v provincii Hilmand v Afghánistánu.

## Dějiny
Základnu původně založili příslušníci britského ministerstva obrany a využívali ji britské jednotky v rámci operace Herrick.